# Carmelo Zammit

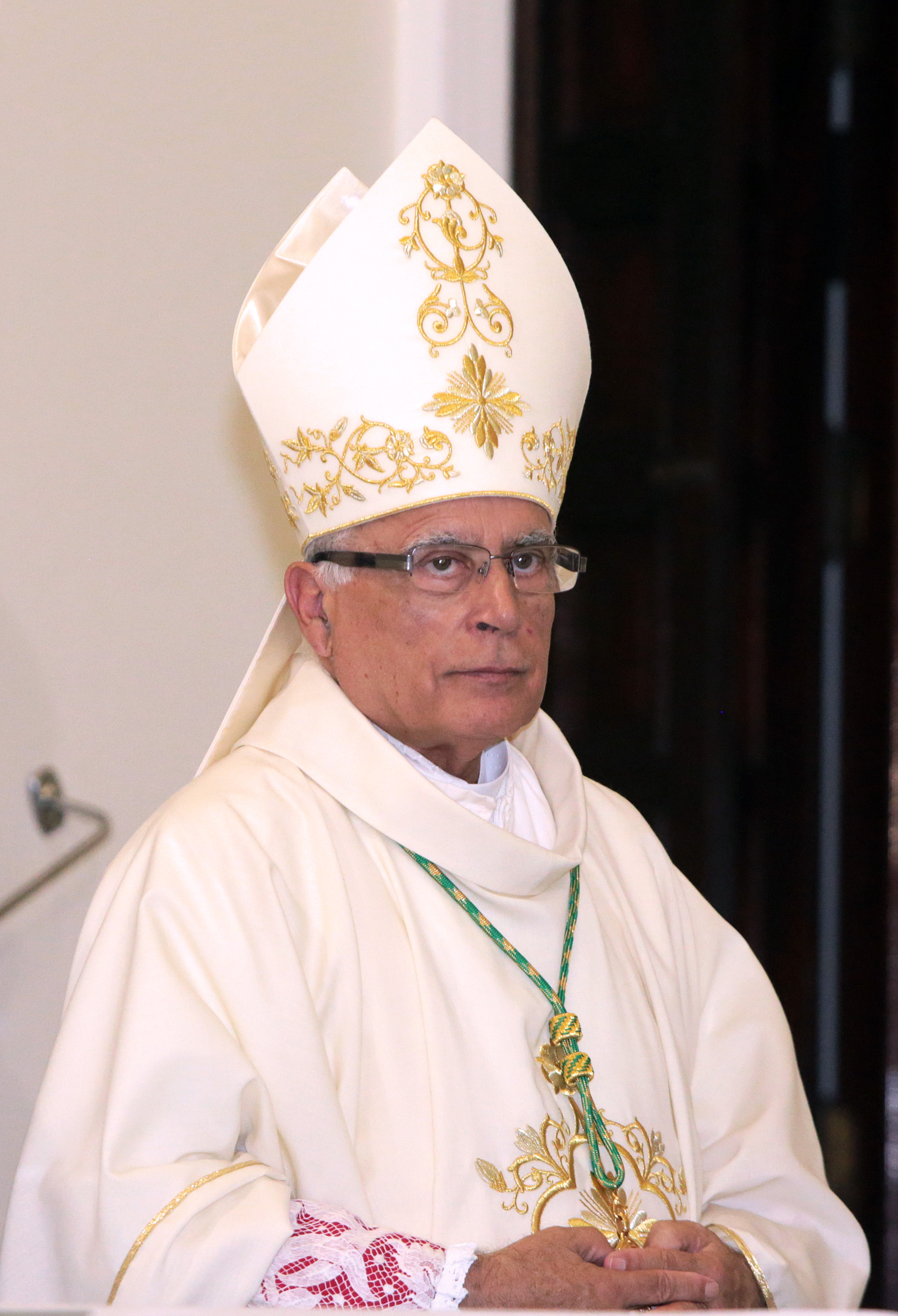
Bischof Carmelo Zammit im September 2016

Wappen von Carmelo Zammit

Carmelo Zammit (* 19. Dezember 1949 in Gudja, Malta) ist ein maltesischer Geistlicher und römisch-katholischer Bischof von Gibraltar.

## Leben
Carmelo Zammit empfing am 20. Juli 1974 das Sakrament der Priesterweihe für das Erzbistum Malta. Er studierte von 1967 bis 1974 Philosophie, Italienisch und Wirtschaft an der Universität Malta, danach Theologie an der Päpstlichen Lateranuniversität in Rom. Von 1974 bis 1976 absolvierte er ein Studium in Kanonischem Recht.
Zwischen 1976 und 1998 war er in der Diözese Gibraltar tätig und wurde dort zum Justizvikar ernannt. Als Kaplan für die Jungen und Mädchen an den Schulen Gibraltars war er zwischen 1976 und 1987 tätig.  Von 1985 bis 1998 war er Pfarrer zweier Gemeinden in Gibraltar sowie Delegierter des Bischofs im Religionsunterrichtsausschuss für staatliche Schulen, später Gefängniskaplan und Mitglied des Gefängnisvorstandes.
Nach seiner Rückkehr nach Malta im Jahr 1998 wurde er Kanzler des Erzbistums Malta und Richter am Kirchengericht des Erzbistums. 1997 wurde er zum Päpstlichen Ehrenprälaten ernannt. 2005 wurde er Kanoniker am Metropolitankapitel und 2010 Vorsitzender des Domkapitels.
Am 24. Juni 2016 ernannte ihn Papst Franziskus zum Bischof von Gibraltar. Der Erzbischof von Westminster, Vincent Kardinal Nichols, spendete ihm am 8. September desselben Jahres die Bischofsweihe. Mitkonsekratoren waren der Erzbischof von Malta, Charles Scicluna, und sein Amtsvorgänger, der Bischof von Hallam, Ralph Heskett CSsR. Die Amtseinführung im Bistum Gibraltar fand am 24. September 2016 statt.
2017 wurde Carmelo Zammit zum Großprior der 1985 als Magistraldelegation gegründeten Statthalterei des Ritterordens vom Heiligen Grab zu Jerusalem in Gibraltar ernannt. Am 18. November 2017 erfolgte in Inauguration durch Edwin Frederick O’Brien, Großmeister des Päpstlichen Ritterordens vom Heiligen Grab zu Jerusalem.